# 김가연
김가연(金佳嬿, 본명: 김소연(金沼延), 1972년 9월 9일 ~ )은 대한민국의 배우이다.

## 약력
김가연은 광주광역시 남구 봉선동에서 1남 1녀 중 장녀로 태어났다. 1994년 미스 해태 선발대회 선으로 선발되면서 데뷔하였다. 이어 같은 해 1994년에는 MBC 문화방송 TV  개그맨 콘테스트 5기로도 뽑혀 잠시 개그우먼 활동도 했는데 이에 앞서 MBC 공채 탤런트 23기가 있었으나 마지막 면접날 CF 촬영과 겹쳐 불참했고 1992년 7월 KBS 대학개그제 2기(공채 9기)로 데뷔했지만 1993년 말 잦은 방송 펑크 때문에 KBS 예능 프로그램 1년 출연이 정지되어 자숙 중이었던 이창명이 MBC TV 개그맨 콘테스트 5기에 응시했으나 이 것이 실시간 생중계가 되자 선배들로부터 "배신자" 소리를 들어 또다시 KBS 예능 프로그램 1년 출연정지를 당해야 했다.
1995년에 결혼했다가 이혼을 했으며, 1996년 2월생 딸이 하나 있다. 이후, 프로게이머 임요환(1980년생)과 교제하였고, Slayers 팀의 게임단장이기도 하다. 2011년에 김가연은 임요환과 혼인신고를 하였다. 2015년 1월 21일에는 소속사 에피모터스 관계자는 "김가연이 임신 6주 정도 됐다"고 밝혔다. 관계자는 "김가연의 임신에 남편 임요환과 양측 가족들이 기뻐하고 있었다. 축제 분위기다"며 "아이의 태명은 마린이다"고 말했다. 관계자는 이어 "김가연이 임신 초기라 행동을 조심하며 안정을 취하고 있다"며 "당분간 연기 활동은 힘들 것 같다"고 전했다. 이후 2016년 5월 8일에는 임요환과 결혼식을 올렸다.

## 학력
- 광주동산초등학교 (졸업)
- 동명여자중학교 (졸업)
- 동아여자고등학교 (졸업)
- 한양대학교 무용학과 (졸업)

## 연기 활동

### 텔레비전 드라마
- 1995년 SBS 《LA아리랑》
- 1996년 KBS2 《컬러 - 제1화 화이트》
- 1996년 MBC 《애인》
- 1997년 KBS2 《파랑새는 있다》 ... 샹그릴라 비서 역
- 1997년 MBC 《그대 그리고 나》
- 1997년 MBC 《별은 내 가슴에》
- 1997년 SBS 《달팽이》
- 1998년 SBS 《순풍산부인과》
- 1999년 MBC 《우리가 정말 사랑했을까》[10]
- 2000년 KBS2 《사랑의 유람선》
- 2000년 MBC 《세 친구》
- 2000년 KBS2 《부부클리닉 사랑과전쟁》 전생편
- 2001년 KBS2 《인생은 아름다워》 ... 박미영 역
- 2001년 MBC 《뉴 논스톱》
- 2002년 KBS2 《골목 안 사람들》 ... 강현지 역
- 2002년 KBS2 《장희빈》 ... 자경 역[11]
- 2002년 MBC 《MBC 베스트극장 - 두부종》
- 2004년 MBC 《왕꽃 선녀님》 ... 한옥진 역
- 2004년 SBS 《파리의 연인》 ... 양미의 상사 역[12]
- 2005년 MBC 《맨발의 청춘》 ... 엄미선 역
- 2006년 SBS 《게임의 여왕》 ... 사만다 역
- 2007년 KBS2 《못된 사랑》 ... 강주란 역
- 2008년 SBS 《워킹맘》 ... 박인혜 역
- 2009년 MBC 《살맛 납니다》 ... 강지숙 역
- 2009년 SBS 《자명고》 ... 여랑 역
- 2011년 JTBC 《인수대비》 ... 계양군 부인 역
- 2013년 KBS2 《루비 반지》 ... 배세라 역
- 2014년 TV조선 《파랑새는 있다》 ... 유부장 부인 역
- 2016년 tvN 《막돼먹은 영애씨 15》
- 2018년 tvN 《김비서가 왜 그럴까》
- 2020년 KBS1 《기막힌 유산》 ... 신애리 역
- 2021년 KBS2 《신사와 아가씨》 ... 김숙 역
- 2023년 KBS2 《비밀의 여자》 ... 서경숙 역

### 영화
- 2000년 《반칙왕》 ... 조은희(미스 조) 역
- 2000년 《물고기자리》 ... 미니스커트 역 (우정출연)
- 2004년 《어디선가 누군가에 무슨 일이 생기면 틀림없이 나타난다 홍반장》 ... 간호사 오미선 역
- 2007년 《판타스틱 자살소동》 ... 양호선생 역

## 연기 외 활동

### 텔레비전 프로그램
- 《TV는 사랑을 싣고》(KBS2)
- 《일요일 일요일 밤에》 (MBC)
- 《오늘은 좋은날》 (MBC)
- 《도전 추리특급》 (MBC)
- 《코미디하우스》 (MBC)
- 《해피 투게더》 (KBS2)
- 《비타민》 (KBS2)
- 《출발 드림팀 시즌 2》 (KBS2)
- 《무한걸스》 (MBC Every 1)
- 《순위 정하는 여자》 (QTV)
- 《행복주식회사》 (MBC)
- 《찾아라! 맛있는 TV》 (MBC)
- 《한밤의 TV연예》 (SBS)
- 《13 게임단》 (MBC게임)
- 《켠김에 왕까지》 (온게임넷)
- 《무한도전》 (MBC)
- 《올리브 쇼 - 키친 파이터》 (올리브TV)
- 《웰컴 투 돈월드》 (채널A)
- 《세대공감 1억 퀴즈쇼》 (SBS)
- 《비법노트 고수열전》 (MBN)
- 《가족의 품격 풀하우스》 (KBS2)
- 《집밥의 여왕》 (JTBC)
- 《눈치왕》 (tvN)
- 《SNL 코리아 (시즌 6)》 (tvN)
- 《사돈끼리》 (MBN)
- 《마이 리틀 텔레비전》 (MBC)
- 《개그콘서트》 (임요환과 함께 게스트로 출연) (KBS2)
- 《구석구석 숨은 돈 찾기》(임요환과 함께 출연) (KBS2)
- 《둥지탈출》 (tvN)
- 《미스터리 음악쇼 복면가왕 - 오늘 다 짜낸다! 올리브오일! (참가자) (MBC)
- 《풍문으로 들었쇼》 (채널A)
- 《임정둥이의 기억》 (TV 조선)
- 《산전수전 여고동창생》 (채널A)
- tvN 《유 퀴즈 온 더 블럭》 (김가연과 함께 출연)

### 라디오 프로그램
- EBS FM 《EBS 책 읽는 라디오 낭독 시리즈》 (2016년)

### 광고
- LG 유플러스 019
- 미즈사랑

## 수상 및 후보
| 연도 | 시상식        | 부문       | 작품   | 결과 |
| ---- | ------------- | ---------- | ------ | ---- |
| 2004 | 제41회 대종상 | 여우조연상 | 홍반장 | 수상 |